# アクセラレート
アクセラレート（英：Accelerate）は、アメリカ合衆国の競走馬、種牡馬。主な勝ち鞍は2018年のブリーダーズカップ・クラシック、パシフィッククラシックステークス、ゴールドカップアットサンタアニタステークス、サンタアニタハンデキャップ、オーサムアゲインステークス。

## 現役時代

### デビュー前
2014年のキーンランド・イヤリング・セールに上場され、馬主エージェントのL. E. B.によって38万ドルで落札される。

### 3歳（2016年)
デビューは遅れ、初出走は3歳となった2016年4月、初勝利は同年7月であった。しかし、リステッド競走にも勝利して2連勝とすると、続くロスアラミトスダービー(G2)も制して3連勝での重賞初制覇となった。初のG1挑戦となったブリーダーズカップダートマイル(G1)でもタマークズ、ガンランナーに次ぐ3着に入り、頭角を表した。

### 4歳（2017年）
2017年は年始から勝ちきれないレースが続き、年間で8戦しながらサンディエゴハンデキャップ(G2)の1勝のみに終わった。前年3着のブリーダーズカップダートマイルでも9着と大敗するなど、伸び悩んだ1年間になってしまった。

### 5歳（2018年）
2018年、5歳となったアクセラレートは突如目覚ましい本格化を遂げる。年明け初戦のサンパスカルステークス(G2)で重賞3勝目を挙げると、続くサンタアニタハンデキャップ(G1)を5馬身半差で制してGI初制覇。その後、オークローンハンデキャップ(G2)こそクビ差の2着となったが、ゴールドカップアットサンタアニタステークス(G1)でGI2勝目を挙げる。次戦のパシフィッククラシックステークスからは主戦のビクター・エスピノーザの落馬負傷によりジョエル・ロサリオに乗り替わったが、道中で先頭に立つとゴールまで差を広げ続け、2着馬との着差は実に12馬身半という圧勝劇で3度目のG1制覇を果たす。この衝撃的な勝利によって古馬No.1の実力馬としての評価を得たアクセラレートは、2019年からレーンズエンドファームで種牡馬入りすることが決まり、8月29日に同ファームより公式にアナウンスされた。
ブリーダーズカップクラシックの前哨戦オーサムアゲインステークス(G1)では、前年のエクリプス賞最優秀3歳牡馬でドバイワールドカップ2着以来の復帰戦となるウエストコーストとの対戦となった。ゲートが開くとやや後手を踏む形となったが、3～4角で先行するウエストコーストに並びかけ、最後は2馬身1/4差をつけて優勝。これで、GI競走4連勝となった。
1番人気で迎えた大一番のブリーダーズカップ・クラシック、大外14番に入ったアクセラレートはゲート入りを嫌がる場面もあったが、オーサムアゲインステークスと同じようなレース展開で3角から先頭に並びかけ、直線でそのまま押し切って勝利。名実ともにアメリカ現役最強馬となった。調教師のジョン・サドラーにとってはブリーダーズカップ通算42戦目で待望の初勝利となった。この年はG1レース5勝を含む6勝2着1回とほぼ完璧な成績を残したが、エクリプス賞年度代表馬の座は三冠馬ジャスティファイに譲ることになった。しかし、同賞最優秀古牡馬の投票では249票中245票の圧倒的支持を受けて選出された。

### 6歳（2019年）
明け6歳となった2019年1月26日、引退レースとしてペガサスワールドカップに1番人気で出走するも、不良馬場がこたえたのかシティオブライトから大きく離された3着に終わった。

### 競走成績
以下の内容は、EQUIBASEの情報に基づく。
| 出走日         | 競馬場                 | 競走名                                 | 格 | 距離   | 着順 | 騎手             | 着差      | 1着（2着）馬         |
| -------------- | ---------------------- | -------------------------------------- | -- | ------ | ---- | ---------------- | --------- | -------------------- |
| 2016年04月17日 | ロスアラミトス         | 未勝利                                 |    | ダ6f   | 2着  | T.ベイズ         | 1/2馬身   | Westbrook            |
| 2016年05月22日 | サンタアニタ           | 未勝利                                 |    | ダ6f   | 4着  | T.ベイズ         |           | Victory Call         |
| 2016年06月18日 | サンタアニタ           | 未勝利                                 |    | ダ7f   | 3着  | T.ベイズ         |           | Vinz Clortho         |
| 2016年07月28日 | デルマー               | 未勝利                                 |    | ダ8f   | 1着  | T.ベイズ         | 8馬身3/4  | （Curlin Road）      |
| 2016年08月26日 | デルマー               | シェアードビリーフS                    |    | ダ8f   | 1着  | T.ベイズ         | 1/2馬身   | （Semper Fortis）    |
| 2016年09月24日 | ロスアラミトス         | ロスアラミトスダービー                 | G2 | ダ9f   | 1着  | T.ベイズ         | アタマ    | （Semper Fortis）    |
| 2016年11月04日 | サンタアニタ           | BCダートマイル                         | G1 | ダ8f   | 3着  | T.ベイズ         |           | Tamarkuz             |
| 2017年01月01日 | サンタアニタ           | サンパスカルS                          | G2 | ダ8.5f | 2着  | T.ベイズ         | 1馬身1/4  | Midnight Storm       |
| 2017年02月04日 | サンタアニタ           | サンアントニオS                        | G2 | ダ8.5f | 3着  | T.ベイズ         |           | Hoppertunity         |
| 2017年05月05日 | サンタアニタ           | アローワンス・オプショナルクレーミング |    | ダ8f   | 2着  | T.ベイズ         | 1馬身1/4  | Danzing Candy        |
| 2017年06月24日 | サンタアニタ           | プレシジョニストS                      | G3 | ダ8.5f | 3着  | T.ベイズ         |           | Collected            |
| 2017年07月22日 | デルマー               | サンディエゴH                          | G2 | ダ8.5f | 1着  | V.エスピノーザ   | 8馬身1/2  | （Donworth）         |
| 2017年08月19日 | デルマー               | パシフィッククラシックS                | G1 | ダ10f  | 3着  | V.エスピノーザ   |           | Collected            |
| 2017年11月03日 | デルマー               | BCダートマイル                         | G1 | ダ8f   | 9着  | V.エスピノーザ   |           | Battle of Midway     |
| 2017年12月26日 | サンタアニタ           | サンアントニオS                        | G2 | ダ8.5f | 2着  | J.カステリャーノ | 4馬身     | Giant Expectations   |
| 2018年02月03日 | サンタアニタ           | サンパスカルS                          | G2 | ダ9f   | 1着  | V.エスピノーザ   | 1馬身3/4  | （Prime Attraction） |
| 2018年03月10日 | サンタアニタ           | サンタアニタH                          | G1 | ダ10f  | 1着  | V.エスピノーザ   | 5馬身1/2  | （Mubtaahij）        |
| 2018年04月14日 | オークローンパーク     | オークローンH                          | G2 | ダ9f   | 2着  | V.エスピノーザ   | クビ      | City of Light        |
| 2018年05月26日 | サンタアニタ           | ゴールドカップアットサンタアニタS      | G1 | ダ10f  | 1着  | V.エスピノーザ   | 4馬身1/4  | （Dr. Door）         |
| 2018年08月18日 | デルマー               | パシフィッククラシックS                | G1 | ダ10f  | 1着  | J.ロサリオ       | 12馬身1/2 | （Pavel）            |
| 2018年09月29日 | サンタアニタ           | オーサムアゲインS                      | G1 | ダ9f   | 1着  | J.ロサリオ       | 2馬身1/4  | （West Coast）       |
| 2018年11月03日 | チャーチルダウンズ     | BCクラシック                           | G1 | ダ10f  | 1着  | J.ロサリオ       | 1馬身     | （Gunnevera）        |
| 2019年01月26日 | ガルフストリームパーク | ペガサスワールドC                      | G1 | ダ9f   | 3着  | J.ロサリオ       | 7馬身1/4  | City of Light        |

## 種牡馬時代
引退後は予定通りレーンズエンドファームで種牡馬入りした。初年度の種付け料は2万ドル。
2023年11月21日に種牡馬引退を発表、種牡馬引退後はケンタッキーホースパークで余生を送ることになった。

## 血統表
| アクセラレートの血統         | アクセラレートの血統                                   | アクセラレートの血統                                   | （血統表の出典）                                       | （血統表の出典） |
| 父系                         | ミスタープロスペクター系                               | ミスタープロスペクター系                               | ミスタープロスペクター系                               | [ § 2 ]          |
| 父 Lookin at Lucky 2007 鹿毛 | 父の父Smart Strike 1992 黒鹿毛                         | Mr. Prospector                                         | Raise a Native                                         | Raise a Native   |
| 父 Lookin at Lucky 2007 鹿毛 | 父の父Smart Strike 1992 黒鹿毛                         | Mr. Prospector                                         | Gold Digger                                            |                  |
| 父 Lookin at Lucky 2007 鹿毛 | 父の父Smart Strike 1992 黒鹿毛                         | Classy'n Smart                                         | Smarten                                                | Smarten          |
| 父 Lookin at Lucky 2007 鹿毛 | 父の父Smart Strike 1992 黒鹿毛                         | Classy'n Smart                                         | No Class                                               |                  |
| 父 Lookin at Lucky 2007 鹿毛 | 父の母Private Feeling 1999 鹿毛                        | Belong to Me                                           | Danzig                                                 | Danzig           |
| 父 Lookin at Lucky 2007 鹿毛 | 父の母Private Feeling 1999 鹿毛                        | Belong to Me                                           | Belonging                                              |                  |
| 父 Lookin at Lucky 2007 鹿毛 | 父の母Private Feeling 1999 鹿毛                        | Regal Feeling                                          | Clever Trick                                           | Clever Trick     |
| 父 Lookin at Lucky 2007 鹿毛 | 父の母Private Feeling 1999 鹿毛                        | Regal Feeling                                          | Sharp Belle                                            |                  |
| 母 Issues 2003 栗毛          | 母の父Awsome Again 1994 鹿毛                           | Deputy Minister                                        | Vice Regent                                            | Vice Regent      |
| 母 Issues 2003 栗毛          | 母の父Awsome Again 1994 鹿毛                           | Deputy Minister                                        | Mint Copy                                              |                  |
| 母 Issues 2003 栗毛          | 母の父Awsome Again 1994 鹿毛                           | Primal Force                                           | Blushing Groom                                         | Blushing Groom   |
| 母 Issues 2003 栗毛          | 母の父Awsome Again 1994 鹿毛                           | Primal Force                                           | Prime Prospect                                         |                  |
| 母 Issues 2003 栗毛          | 母の母Darlin Echo 1996 栗毛                            | Eastern Echo                                           | Damascus                                               | Damascus         |
| 母 Issues 2003 栗毛          | 母の母Darlin Echo 1996 栗毛                            | Eastern Echo                                           | Wild Applause                                          |                  |
| 母 Issues 2003 栗毛          | 母の母Darlin Echo 1996 栗毛                            | Darlin Lindy                                           | Cox's Ridge                                            | Cox's Ridge      |
| 母 Issues 2003 栗毛          | 母の母Darlin Echo 1996 栗毛                            | Darlin Lindy                                           | *スマートダーリン                                      |                  |
| 母系(F-No.)                  | A13号族(FN:A13)                                        | A13号族(FN:A13)                                        | A13号族(FN:A13)                                        | [ § 3 ]          |
| 5代内の近親交配              | Mr. Prospector3×5＝15.63%、Northern Dancer5×5×5＝9.38% | Mr. Prospector3×5＝15.63%、Northern Dancer5×5×5＝9.38% | Mr. Prospector3×5＝15.63%、Northern Dancer5×5×5＝9.38% | [ § 4 ]          |
| 出典                         | 1. 2. 3. 4.                                            | 1. 2. 3. 4.                                            | 1. 2. 3. 4.                                            | 1. 2. 3. 4.      |

母 Issues は現役時代アメリカで8戦4勝。アクセラレートの1歳上の半兄 Daddy D T （父 Scat Daddy）は2014年のブリーダーズカップ・ジュヴェナイルターフの3着馬。祖母 Darlin Echo の半兄に1998年のジョッキークラブゴールドカップ勝ち馬の Wagon Limit 。半姉 Taine の仔にグレードレース2勝の Puzzlement 。同じく Taine の仔に2009年の根岸ステークス3着馬のセントラルコースト。4代母スマートダーリンの仔に2006年のエンプレス杯勝ち馬のローレルアンジュ。その仔に2016年のジャパンダートダービー勝ち馬のキョウエイギア。